# موریناگا
موریناگا (انگلیسی: Morinaga) شرکت صنایع غذایی ژاپنی است، که در سال ۱۹۱۷ تأسیس شد.